# Cyphomyia affinis
Cyphomyia affinis är en tvåvingeart som beskrevs av Gerstaecker 1857. Cyphomyia affinis ingår i släktet Cyphomyia och familjen vapenflugor.
Artens utbredningsområde är Venezuela. Inga underarter finns listade i Catalogue of Life.